# Directe kosten
Directe kosten zijn kosten zoals voor materiaal, grondstoffen en de arbeidsuren van personeel die rechtstreeks zijn toe te wijzen aan een bepaald product, een dienst of een onderzoeksproject. Bijvoorbeeld het loon van de medewerker die aan de lopende band een auto in elkaar zet zijn directe kosten voor deze auto. 
De overige kosten in een onderneming die verschillende producten maakt, waaronder de kosten van de directie, vallen onder de indirecte kosten van de onderneming.